# Marie Politzer
Pour les articles homonymes, voir Politzer.
Marie Politzer, née Larcade, également connue sous le nom de « Maï  Politzer », née le 15 août 1905 à Biarritz (France) et morte le 6 mars 1943 à Auschwitz (Pologne), est une militante communiste et une résistante française, mariée à Georges Politzer, philosophe français d'origine hongroise.

## Biographie
Maï Larcade est la fille d'un cuisinier, ancien chef à la cour d'Espagne, installé à Biarritz après la chute d'Alphonse XIII. Seule fille, elle a deux frères, l'un plus jeune, l'autre plus âgé. Elle est une enfant « choyée ». La famille est catholique pratiquante. Jeune, Marie Politzer est passionnée par le théâtre et met en scène des pièces avec ses amies. Après avoir fait ses études secondaires dans un couvent de Biarritz, elle suit une formation de sténo-dactylo à Bayonne, fait des études de commerce par correspondance, puis elle part à Paris pour entrer dans une école de sage-femme,. Elle est diplômée de la Pitié-Salpétrière en 1929 et ses parents lui donnent leurs économies pour acheter une clinique située dans le 20e arrondissement de Paris. Elle rencontre Georges Politzer, hongrois, professeur de philosophie,, son futur mari, dans un train en rentrant pour les vacances, en 1929. Il divorce pour l'épouser et le couple se marie le 5 mars 1931.
Son mari étant communiste, Marie Politzer adhère à ses idéaux et rejoint la direction nationale de l'UJFF. Elle entre en clandestinité avec son mari durant l'Occupation, en août 1940, après avoir confié leur fils de sept ans à ses parents. Il écrit des articles pour des journaux de résistants. Elle prend en charge le transport des textes aux imprimeries clandestines et, alors qu'elle est blonde, elle se teint les cheveux en brun pour être moins reconnaissable. Avec Hélène Solomon-Langevin, Jacques Solomon et son mari, elle fonde le journal clandestin L'Université libre dont le premier numéro est publié juste après l'arrestation du père d'Hélène, Paul Langevin en novembre 1940. Ce premier exemplaire de quatre pages ronéotypées est imprimé à 1 000 exemplaires et distribué juste avant la manifestation du 11 novembre 1940. Dans les semaines qui suivent, les fondateurs publient de nouveaux numéros où sont commentés les arrestations, les décrets et les événements liés à la guerre en Europe.
Marie et Georges Politzer sont arrêtés à leur domicile clandestin dans le 18e arrondissement de Paris le 14 février 1942 par les brigades spéciales. Elle reste au dépôt jusqu'au 23 mars, puis est détenue au secret à la prison de la Santé où elle voit une dernière fois Georges Politzer avant qu'il soit fusillé le 23 mai 1942. Elle est ensuite transférée au Fort de Romainville en août 1942.
Elle est déportée à Auschwitz par le convoi du 24 janvier 1943, convoi composé notamment de résistantes françaises, la plupart non juives et en majorité communistes, parmi lesquelles de nombreuses veuves de fusillés. Elle porte à Auschwitz le numéro 31 680. Danielle Casanova, arrivée par le même convoi qu'elle, et qui a pris la fonction de dentiste au camp, arrive à lui trouver un poste de médecin au revier du camp, bien qu'elle ne soit que sage-femme. Les conditions sont difficiles, mais un peu moins mauvaises que dans le reste du camp : les médecins n'ont pas à subir d'appel, sont abrités du froid et mangent correctement. Elle y meurt du typhus le 6 mars 1943.
C'est par Marie-Claude Vaillant-Couturier, elle aussi déportée par le convoi du 24 janvier 1943, que la famille de Maï Politzer apprend sa mort, après la libération des camps.
Comme pour Georges Politzer, la mention « mort pour la France » fut accordée à Maï Politzer le 18 mai 1946. Les titres d'interné et déporté résistant lui furent reconnus le 5 juin 1956.

## Hommages
Une allée Marie-Politzer lui rend hommage à Biarritz, sa ville natale. En 1998, une rue du 12e arrondissement de Paris prend son nom et celui de son époux, la rue Georges-et-Maï-Politzer. Le centre municipal de santé d'Arcueil porte son nom jusqu'en 2019 avant d'être rebaptisé, Marcel-Trigon, du nom d'un ancien maire.